# 默基特希臘禮天主教的黎波里總教區
默基特希臘禮天主的黎波里總教區（拉丁語：Archidioecesis Tripolitana Graecorum Melkitarum）是黎巴嫩一個東儀天主教總教區（默基特希臘禮）。
1897年3月21日恢復了古代的教區。1964年11月14日升為總教區。
總教區位於北部省。2010年有六名司鐸、十五個堂區、10,000名教友。現任教區總主教為愛德華·達赫爾。